# Иван Дулев
Иван Дулев е български революционер, рекански деец на Вътрешната македоно-одринска революционна организация.

## Биография
Роден е в реканската паланка Галичник, тогава в Османската империя. Влиза във ВМОРО и става войвода на чета. Загива в сражение с турски войски в 1903 година.